# Elaeocarpus ferrugineus
Elaeocarpus ferrugineus là một loài thực vật có hoa trong họ Côm. Loài này được (Jacq.) Steud. mô tả khoa học đầu tiên năm 1840.